# Makary Demeski
Makary Demeski (ur. 1570 we Włodzimierzu Wołyńskim, zm. 4 czerwca 1624 w Przemyślu) – polski karmelita bosy, męczennik za wiarę.

## Życiorys
Urodził się w 1570 roku we Włodzimierzu Wołyńskim, w szlacheckiej rodzinie prawosławnej. W młodości nieświadomie przyjął arianizm. Wstąpił do wojska i został rotmistrzem, na dworach Wiśniowieckich i Mniszków. W latach 1604–1606 roku brał udział w wyprawie na Moskwę, popierającą Dymitra Samozwańca. W 1606 roku po śmierci Dymitra Samozwańca, trafił do rosyjskiego więzienia, gdzie spotkał karmelitę o. Pawła Szymona, który wzbudził w min pragnienie wstąpienia do zakonu. Przeszedł na katolicyzm, i w 1615 roku wstąpił do zakonu karmelitów w Krakowie.
W czerwcu 1624 roku gdy był podprzeorem klasztoru Karmelitów w Przemyślu, miasto oblegali Tatarzy pod wodzą Kantymira. Ponieważ znał język tatarski magistrat wysłał go z poselstwem do Kantymira. Gdy o. Makary odmówił ucałowania stopy wodza, został zamordowany. 
Według legendy, Kantymir tuż po zamordowaniu o. Makarego, zobaczył go w obłokach z jaśniejącym krzyżem zwycięstwa. Wówczas odstąpił od oblężenia i zawrócił na wschód